# Флаг Островов Кука

Флаг представителя королевы Великобритании на Островах Кука

Государственный флаг Островов Ку́ка — принят 4 августа 1979 года. Состоит из 15 звёзд на флаге Blue Ensign. Флаг Великобритании в левом верхнем углу символизирует тесные исторические связи Островов Кука с Соединённым Королевством. Звёзды представляют 15 островов государства. Голубой цвет — символ океана.
С 1902 по 1973 года официальным флагом Островов считался флаг Новой Зеландии. В период нахождения у власти премьера Альберта Генри был выбран новый флаг зелёного цвета с 15 золотыми звёздами.

## Исторические флаги

Флаг Королевства Раротонга — независимого государства, названного по одноимённому острову Раротонга. 1850 — 1888
Флаг Королевства Раротонга в период британского протектората. 1888 — 1893
Флаг Федерации Островов Кука 1893 — 11 июня 1901
Флаг Великобритании 11 июня 1901 — 24 марта 1902
Флаг Новой Зеландии 24 марта 1902 — 23 июля 1973
Флаг Островов Кука 23 июля 1973 — 4 августа 1979